# Електрометалургійний завод у Місті ім. 6 Жовтня
Електрометалургійний завод у Місті ім. 6 Жовтня – підприємство чорної металургії Єгипту, майданчик якого знаходиться в індустріальній зоні Міста ім. 6 Жовтня (південно-західні околиці каїрської агломерації).
Проект реалізувала компанія El Marakby, яка до того кілька десятиліть займалась торгівлею металопродукцією. В 2007 році на майданчику запустили прокатне виробництво, здатне виробляти 300 тисяч тон будівельної арматури на рік.
В 2016-му ввели в дію електросталеплавильну піч та машину безперервного виливу річною продуктивністю 400 тисяч тон сортової заготовки.
В 2019-му комплекс доповнили другим прокатним станом, розрахованим на випуск 400 тисяч тон будівельної арматури та котушки.
Завод має ряд допоміжних виробництв, зокрема, в 2019 році став до ладу блок кальцинування вапна.